# Maigret (seriál, 2016)
Maigret je britská minisérie, kterou v letech 2016 a 2017 vysílal soukromý televizní kanál ITV. Byly odvysílány čtyři příběhy odehrávající se v 50. letech o komisařovi Maigretovi, kterého ztvárnil Rowan Atkinson. Exteriéry dobové Paříže byly natáčeny ve městech Budapešť a Szentendre.

## Obsazení
| Rowan Atkinson | komisař Maigret    |
| Lucy Cohu      | paní Maigretová    |
| Shaun Dingwall | inspektor Janvier  |
| Leo Staar      | inspektor LaPointe |
| Aidan McArdle  | soudce Comeliau    |
| Mark Heap      | doktor Moers       |
| Wright Rufus   | ministr Morel      |
| Grant Stimpson | barman             |

## Seznam dílů

### První řada (2016)
| Č. v seriálu | Č. v řadě | Název               | Český název                   | Režie         | Scénář           | Premiéra v UK     |
| ------------ | --------- | ------------------- | ----------------------------- | ------------- | ---------------- | ----------------- |
| 1            | 1         | Maigret Sets a Trap | Maigret klade past            | Ashley Pearce | Stewart Harcourt | 28. března 2016   |
| 2            | 2         | Maigret's Dead Man  | Maigret a případ mrtvého muže | Jon East      | Stewart Harcourt | 25. prosince 2016 |

### Druhá řada (2017)
| Č. v seriálu | Č. v řadě | Název                   | Český název                      | Režie               | Scénář           | Premiéra v UK     |
| ------------ | --------- | ----------------------- | -------------------------------- | ------------------- | ---------------- | ----------------- |
| 3            | 1         | Night at the Crossroads | Maigret a noc na křižovatce      | Sarah Harding       | Stewart Harcourt | 16. dubna 2017    |
| 4            | 2         | Maigret in Montmartre   | Maigret a drahoušek z Montmartru | Thaddeus O'Sullivan | Guy Andrews      | 24. prosince 2017 |